# Лео Вайнер
Лео Вайнер (на унгарски: Leó Weiner) е унгарски композитор, един от водещите учители по музика от първата половина на ХХ век. Два пъти лауреат на държавната награда „Кошут“ (1950, 1960). От 1908 до 1949 г. е професор в Академията в Будапеща.

## Биография
Роден е на 16 април 1885 г. в еврейско семейстово , в Будапеща. Първите уроци по пиано получава от брат си. По-късно учи при Ищван Томан, завършва Музикалната академия в Будапеща, клас по композиция от Ханс фон Кьослер. Още като студент той получава редица награди за серенадата за оркестър, включително стипендия за тях, Наградата на Франц Лист Фолкман и Еркел, пътуваща стипендия, която го отвежда във Виена, Берлин, Лайпциг и Париж.
От 1908 г. преподава теоретични предмети в алма матер, a от 1912 г. e професор по композиция, от 1920 г. – професор по камерна музика, ръководи класа на камерния ансамбъл. Преподава и във Фодоровото училище.
През 1949 г. се пенсионира като почетен професор и продължава да преподава до края на живота си.
Сред известните му ученици са Антал Дорати, Андре Гертлер, Петер Комлош, Янош Старкър, Фриц Райнер, Ференц Сабо, Георг Солти, Дьорд Шебьок, Ласло Халас, Андор Волдес и др.
Умира на 14 ноември 1960 г. в Будапеща.

## Творчество
В ранните творби му творби са повлияни от романтичната музика от Бетовен до Менделсон, по-късно на френските импресионисти. В следващите творби на Вайнер, унгарският народен мелос играе водеща роля. Въз основа на унгарската национална музика той създава редица значими произведения, отличаващи се с голямо разнообразие от оркестрово писане, колорит и емоционалност.
Като композитор Вайнер публикува около 30 творби, най-известната от които е остроумната му случайна музика за приказната пиеса на Михали Вьорьосмарти „Csongor és Tünde“ (1903). За разлика от сънародниците си Барток, Кодали и техните последователи, той борави с народната музика само като суровина, вместо да я синтезира в личен стил. Другите му творби включват „Карнавал“, хумореска за оркестър (1907); пасторал, фантазия и фуга за струнен оркестър (1941); и серенада, за оркестър (1906). От неговите учебници е най-известна е „Аналитична хармония“ (1944).
Сред най-известните произведения на Лео Вайнер са сюитата за оркестър „Чонгор и Тунде“ (1903), съставена от музика към едноименната пиеса на Михай Вьоросмарти (изпълнена като балет), както и концертина за пиано и оркестър (1928).
В допълнение, забележителните композиции на Вайнер включват струнно трио, три струнни квартета, две сонати за цигулка, пет дивертисмента за оркестър, симфонична поема, както и множество камерни и пиано пиеси.

## Награди
- 1950 и 1960 г. – награда „Кошут“
- 1960 – Заслужил артист на Унгария
- Международното състезание „Лео Вайнер“ се провежда в Будапеща